# Det gamle Købmandshjem (film fra 1923)
 For alternative betydninger, se Det gamle Købmandshjem. (Se også artikler, som begynder med Det gamle Købmandshjem)
Det gamle Købmandshjem (originaltitel: Buddenbrooks) er en tysk stumfilm fra 1923 instrueret af Gerhard Lamprecht. Filmen er baseret på Thomas Manns debutroman Huset Buddenbrook.

## Handling
Filmen foregår i Thomas Manns fødeby, Lübeck, i slutningen af det 19. århundrede. På trods af sin ungdom modtager Thomas Buddenbrook, et ledende medlem af en respekteret hanseatisk købmandsfamilie, en ordre fra sin hjemby om at håndtere en stor forsendelse korn for familien. Hvis fristen ikke overholdes, risikerer han at skulle betale en stor erstatning. Thomas' bror Christian, der lever et kunstnerisk liv langt væk fra Lübeck, vender derefter tilbage til sin hjemegn og arbejder som partner i familievirksomheden.
Tony, søsteren til de to brødre, er tvunget til at gifte sig med Bendix Grünlich, som Buddenbrooks anser for at være et økonomisk godt match. Senere viser det sig, at han er stærkt forgældet.

## Medvirkende
- Peter Esser som Thomas Buddenbrook
- Mady Christians som Gerda Arnoldsen
- Alfred Abel som Christian Buddenbrook
- Hildegard Imhof som Tony Buddenbrook
- Mathilde Sussin som Elisabeth Buddenbrook
- Franz Egenieff som Reeder Arnoldsen
- Rudolf del Zopp som Krüger